# Culinária de Pernambuco
A culinária de Pernambuco foi influenciada diretamente pelas culturas europeia, africana e indígena. Diversas receitas originais provenientes de outros continentes foram adaptadas com ingredientes encontrados com facilidade na região, resultando em combinações únicas de sabores, cores e aromas.
Destaca-se pela chamada "doçaria pernambucana", ou seja, os doces desenvolvidos durante os períodos colonial e imperial nos seus engenhos de açúcar como o bolo de rolo, o nego bom e a cartola; e também pelas bebidas e iguarias salgadas descobertas ou provavelmente originadas no estado a exemplo da cachaça, do beiju e da feijoada à brasileira.

## Principais iguarias da culinária pernambucana

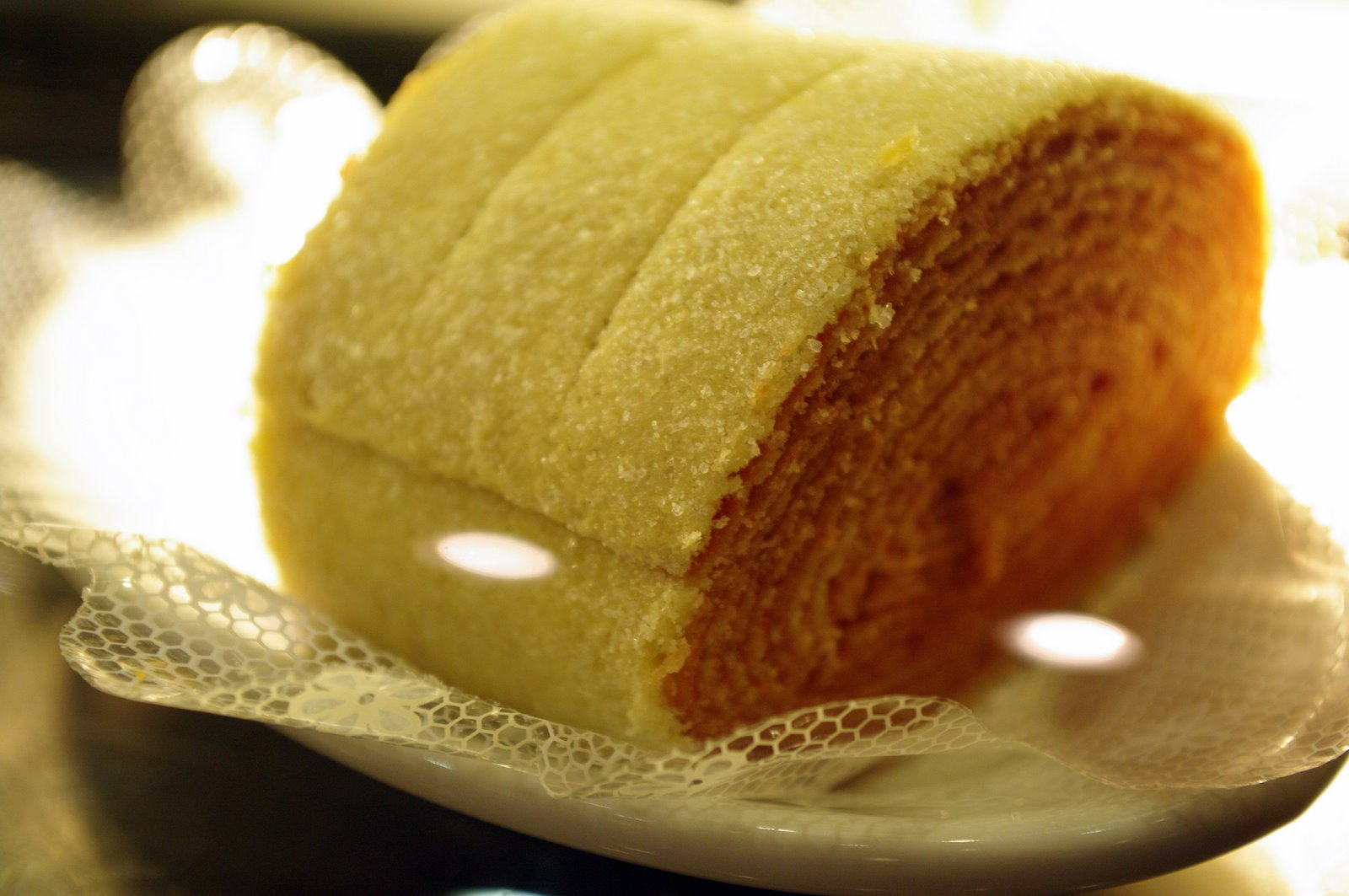
O bolo de rolo, um dos símbolos de Pernambuco. Outros doces criados no estado e considerados patrimônio imaterial são o bolo Souza Leão, o bolo de noiva e a cartola. Há ainda o nego bom, doce pernambucano muito popular, também conhecido como "bala de banana".

As iguarias salgadas mais conhecidas são, entre outras, o beiju ou tapioca, a feijoada à brasileira, o arrumadinho, o escondidinho, os caldinhos a exemplo dos caldos de sururu, camarão e peixe, a caldeirada, a moqueca pernambucana, a peixada pernambucana, o cozido, o chambaril, o charque à brejeira, o bredo de coco, o feijão de coco, o quibebe, a galinha à cabidela, o angu, o mungunzá salgado, o sarapatel, a buchada e a rabada. Entre as bebidas mais comuns, merece destaque a cachaça, que tem possível origem no estado; e entre os doces típicos de Pernambuco podemos citar o bolo de rolo, o bolo Souza Leão, o bolo de noiva, o bolo pé de moleque, o bolo de macaxeira, o bolo de mandioca, o bolo barra branca, a cartola e o nego bom. No São João as comidas de milho estão presentes na pamonha, na canjica, no bolo de milho, no mungunzá doce, dentre outros quitutes.
O bolo Souza Leão, o bolo de rolo, o bolo de noiva e a cartola receberam, por lei, status de Patrimônio Cultural Imaterial do Estado de Pernambuco. 
A Tapioca do Alto da Sé de Olinda, considerada a mais tradicional do Brasil e preservada pela "Associação das Tapioqueiras de Olinda", recebeu o título de patrimônio imaterial da cidade.
O Recife é o terceiro maior polo gastronômico do Brasil segundo a Associação Brasileira de Bares e Restaurantes (Abrasel) — com cerca de 10 mil estabelecimentos —, após Rio de Janeiro e São Paulo. A Rua da Hora, no bairro do Espinheiro, Zona Norte da capital pernambucana, vem se tornando um reduto da culinária recifense, com os mais variados cardápios: da culinária japonesa à nikkei, passando pelos ingredientes regionais.
Pernambuco é o estado com o maior número de restaurantes estrelados pelo exigente Guia Quatro Rodas no Norte, Nordeste, Centro-Oeste e Sul brasileiro, e o quarto do Brasil, atrás somente de São Paulo, Rio de Janeiro e Minas Gerais. 16 estabelecimentos pernambucanos, que contam com chefs renomados e que vão da cozinha regional às cozinhas lusitana, italiana, francesa, japonesa e peruana, foram agraciados.